# 瑟克特夫金區

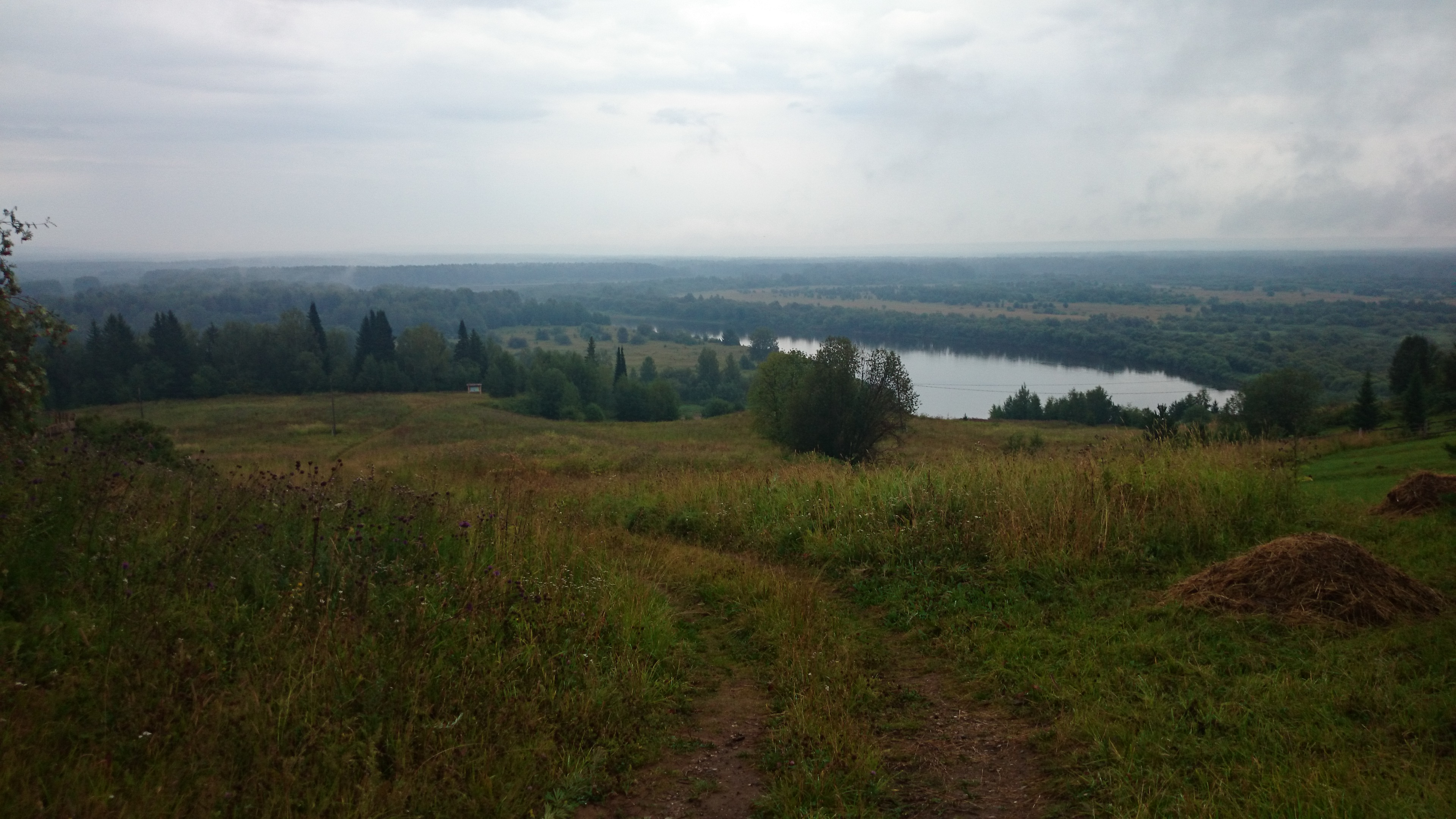

61°37′N 50°45′E / 61.617°N 50.750°E
瑟克特夫金區（俄语：Сыктывдинский район），是俄羅斯的一個區，位於該國西北部，由科米共和國負責管轄，面積7,405平方公里，2010年人口22,660，人口密度每平方公里3.06人。